# 曹旭
曹旭（1925年10月—2018年3月25日），男，江苏如东人，中华人民共和国政治人物，曾任西藏自治区人大常委会副主任，中共西藏自治区顾问委员会常委。